# 소리헤다
소리헤다(Soriheda, 본명: 김광규, 1983년 9월 9일 ~ )은 대한민국의 재즈 힙합 프로듀서이다. ‘소리헤다’는 ‘소리를 헤다’라 뜻을 가지고 있으며,2007년 아날로그 소년의 EP [정류장]에서 처음 이름을 올린 이후 줄곧 BRS 레코드의 앨범에 참여하였다. 2011년 정규 1집 '소리헤다'로 정식 데뷔하였다.

## 음반
- 2011년 2월 26일 - 데뷔앨범 - ‘소리헤다’
- 2011년 11월 27일 - 마일드 비츠, 소리헤다 - 앨범 ‘연우’
- 2012년 11월 26일 - 정규앨범 - ‘소리헤다2’

## 참여 음반
- 아날로그소년 - 정류장
- 아날로그소년 - Digital
- 아날로그소년 - 택배왔어요
- Mad Clown - Anything Goes
- Huckleberry P & Suda - Get Backers

## 수상 경력
- 2011 제 2회 Rhythmer Award '올해의 프로듀서' 상을 수상하였다.
- 2013 '소리헤다2' 로 제 10회 한국 대중음악상 ' 최우수 랩&힙합 음반'상을 수상하였다.

## 참조
1. ↑  “소리헤다 ARTIST”. <<힙합플레이야>>. 2013년 1월 17일에 원본 문서에서 보존된 문서. 2013년 3월 18일에 확인함.
2. ↑  “소리헤다 - 소리헤다 2”. <<힙합플레이야>>. 2013년 1월 16일에 원본 문서에서 보존된 문서. 2013년 3월 18일에 확인함.